# Douglas (Sudafrica)
Douglas è un centro abitato del Sudafrica, situato nella provincia del Capo Settentrionale.